# Pietro Landi
Pietro Landi (Cetara, 2 agosto 1926 – 3 febbraio 2007) è stato un calciatore italiano, di ruolo portiere.

## Biografia
Era il fratello maggiore del calciatore professionista Louis Landi, anch'egli portiere.

## Carriera
Nella stagione 1946-1947 veste la maglia dei francesi dell'AS Amicale; successivamente, nella stagione 1949-1950 esordisce nella prima divisione francese con il RC France, con cui gioca 5 partite nel campionato 1949-1950. Nella stagione 1950-1951 gioca con maggiore continuità, disputando 14 partite di campionato, mentre nella stagione 1951-1952 disputa una sola partita, sempre in prima divisione. Nell'estate del 1952 passa al Nizza, campione di Francia in carica, con cui nella stagione 1952-1953 gioca ulteriori 20 partite in massima serie ed una partita in Coppa di Francia.
Nel 1953 si trasferisce all'AS Troyes-Sav., in seconda divisione; nella stagione 1953-1954 conquista la promozione in massima serie, giocando 37 partite in campionato e 4 partite in Coppa di Francia. Gioca poi per altre due stagioni consecutive in massima serie con il Troyes, con cui gioca 31 partite sia nel campionato 1954-1955 che in quello 1955-1956, a cui aggiunge anche altre 9 partite totali in Coppa di Francia nell'arco del biennio; nella stagione 1955-1956 gioca inoltre la finale di Coppa di Francia, perdendola per 3-1 contro il Sedan.
Nella stagione 1957-1958 gioca con il CA Paris, con cui disputa 30 partite nella seconda divisione francese ed una partita in Coppa di Francia.
In carriera ha giocato 102 partite nella prima divisione francese e 67 partite in seconda divisione.